# وفاء مكي (ممثلة مصرية)
وفاء مكي  (12 سبتمبر 1966 -)، ممثلة مصرية.

## عن حياتها
ولدت في «قرية كفرنواي مركز زفتي» بمحافظة الغربية، وهي حاصلة على شهادة الدبلوم في التجارة. كانت بدايتها في التمثيل بعام 1985 خلال أداء الأدوار الصغيرة. حققت النجاح الفني بشخصية مهجة في مسلسل «ذئاب الجبل» الذي يحاكي صعيد مصر. لكن النجاح لم يدم طويلًا فبعد قضية التعذيب التي اتهمت بها بعام 2001 وسجنها لم تعد مطلوبة وقل ظهورها بشكل كبير.

### سجنها
في عام 2001 تم الحكم عليها بالسجن عشر سنوات مع الشغل والنفاذ، لإدانتها بتهمة تعذيب خادمتيها مروة وهنادي عبد الحميد والإعتداء عليهما، ولكن تم تخفيف الحكم بعدها إلى ثلاث سنوات لتخرج من السجن في عام 2004.

### حياتها الأسرية
هي مطلقة من «أيمن غزالي».

## أعمالها

### أعمال التلفزيون
| - الكابوس:2015 - بالأمر المباشر:2012 - حكايات البنات:2009 - ياسين في مستشفي المجانين:2009 - سيت كوم - في مهب الريح:2009 - الدنيا لونها بمبي:2009 - عمشة في ديرة النسوان:2008 - العنكبوت:2008 - عاليها واطيها:2008 - التخطيط الحلزوني:2007 - ساعة عصاري:2007 - القرار:2007 - أذكى غبي في العالم:2006 - شخلول:2006 - 30 شارع مصطفى حسين:2006 - وعد الحر:2006 - اللي اختشوا ماتو:2006 | - عواصف النساء:2005 - قسمتي ونصيبي:2001 - حواري وقصور:2001 - ليه يا دنيا ليه:2001 - إحنا نروح القسم:2001 - البحث عن السعاده:2000 - قط وفار فايف ستار:2000 - راجل حظه كده:2000 | - أسعد زوج في العالم:1999 - افتح قلبك:1999 - سكة سعد:1999 - الوجه الآخر للقمر:1998 - القلب يخطيء أحيانا:1998 - سماسم - كعب داير:1998 - القضاء في الإسلام:(ج8) 1998 - حكاية أمل:1998 - الجانب الآخر:1998 - الشارع الجديد:1997 - نبويه العالمه - عباسية واحد:1997 - حارة المحروسة:1997 | - عوضين وإمبراطورية عين:1997 - سعد اليتيم:1997 - دوائر الحب والوهم:1996 - عريس من باريس:1996 - اثنين في واحد:1995 - عزبة القرود:1994 - سور مجرى العيون:1993 - ذئاب الجبل:1993 - مهجه - المحاكمة:1993- زيزي - زنوبة شميس - ماما نور:1992 - بنت سيادة الوزير:1992 - العودة:1991 - حبيبة | - أيام الحب والغضب:1990 - هاربات من الماضي:1989 - الراية البيضا:1988 - سمحة الشاطر - بوابة المتولي:1985 - سميرة - لطائف العرب - قلوب حائرة - حكاية النجم الذهبي - التضحية - نسيج العنكبوت - رفع الستار - مقام المالطي - في المرآة |

| - لحم رخيص:1995 - نجفه - إلا ابنتي - 1992 - ضد الحكومة:1992 - خواطر - المشهد الأخير:1986 - البنات والمجهول:1986 - سلمى - الشاهد الأخرس:1985 - الجمالية:1980- وفاء | - الروش:2003 - بوبى جارد:1998 - سعدية ورايا ورايا:1994 - وفاء - دقي يا مزيكا:1993 - الكنز في البد روم:1992 - ع الرصيف:1987 - لا يا سي زكي | \| - شق الثعبان:2002 - الحب والانزلاق:1999 - قلوب صغيرة - الوريث - موعد في الإنعاش - ذكاء شرطي - حكاية عمتي \| - ان فاتك الميري - في سبيل الخلود - الوريث المفقود - الرماد - أحلام البلياتشو - الرجل المناسب \| |
| - شق الثعبان:2002 - الحب والانزلاق:1999 - قلوب صغيرة - الوريث - موعد في الإنعاش - ذكاء شرطي - حكاية عمتي                                                          | - ان فاتك الميري - في سبيل الخلود - الوريث المفقود - الرماد - أحلام البلياتشو - الرجل المناسب                                             | |

## روابط خارجية
- وفاء مكي على موقع IMDb (الإنجليزية)
- وفاء مكي على موقع الدهليز
- وفاء مكي على موقع قاعدة بيانات الأفلام العربية